# Morgete
Morgete fu successore di re Italo/Italos, il quale governò l'antica Italia, sino a quando il suo regno non fu invaso dai Bruzi.

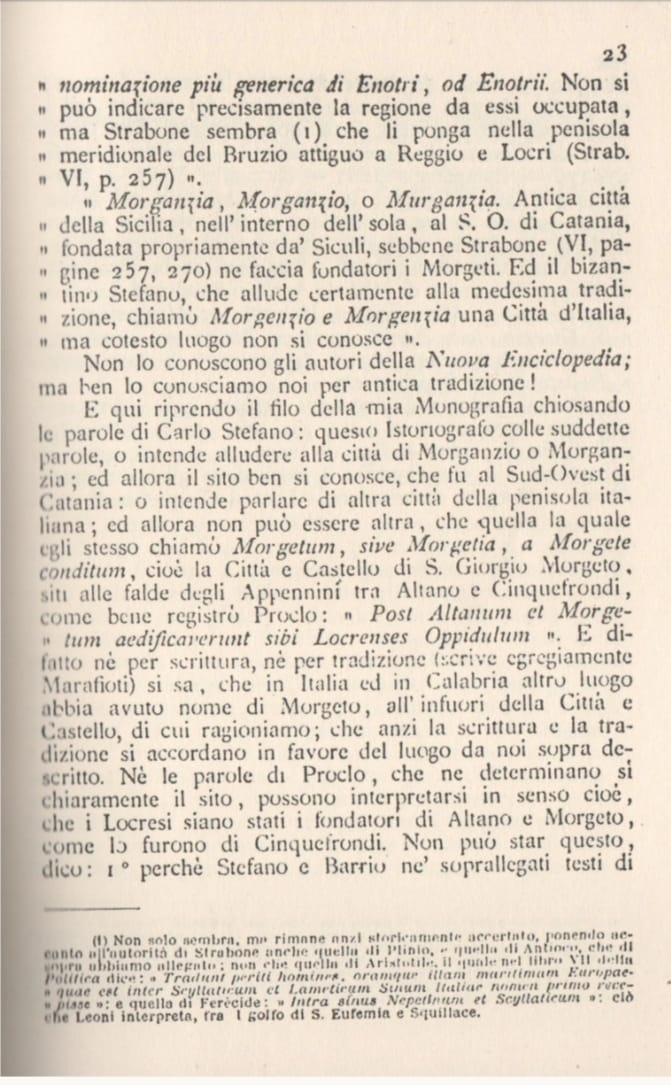
Monografia di San Giorgio Morgeto del 1886, di Domenico Cangemi pag.23.

## Biografia
La prima menzione di Morgete/Morgetes si trova nei frammenti di Antioco di Siracusa. In seguito ne parla Tucidide descrivendolo come figlio di re Italo. Dopo la morte del padre, Morgete ne ereditò dunque il potere. E così come Italo aveva chiamato il suo regno "Italia", a sua volta Morgete chiamò il proprio "Morgetia". Un'ulteriore partizione avrebbe originato i Siculi, che si sarebbero spostati in Sicilia sotto la guida del re omonimo, con Siculo/Sikelòs indicato sia come parente di Italo (che ne sarebbe stato fratello o padre), sia come proveniente da Roma (dalla quale venne esiliato) e giunto nella Morgetia, terra degli Enotri.
In Calabria, si sarebbe stanziato nell'entroterra, le opere di Proclo, Plinio, Strabone, narrano dell'antico popolo dei Morgeti, e di re Morgete, che secondo le leggende locali avrebbe fondato il castello di San Giorgio Morgeto (edificato nel IX - X secolo), e Altanum.

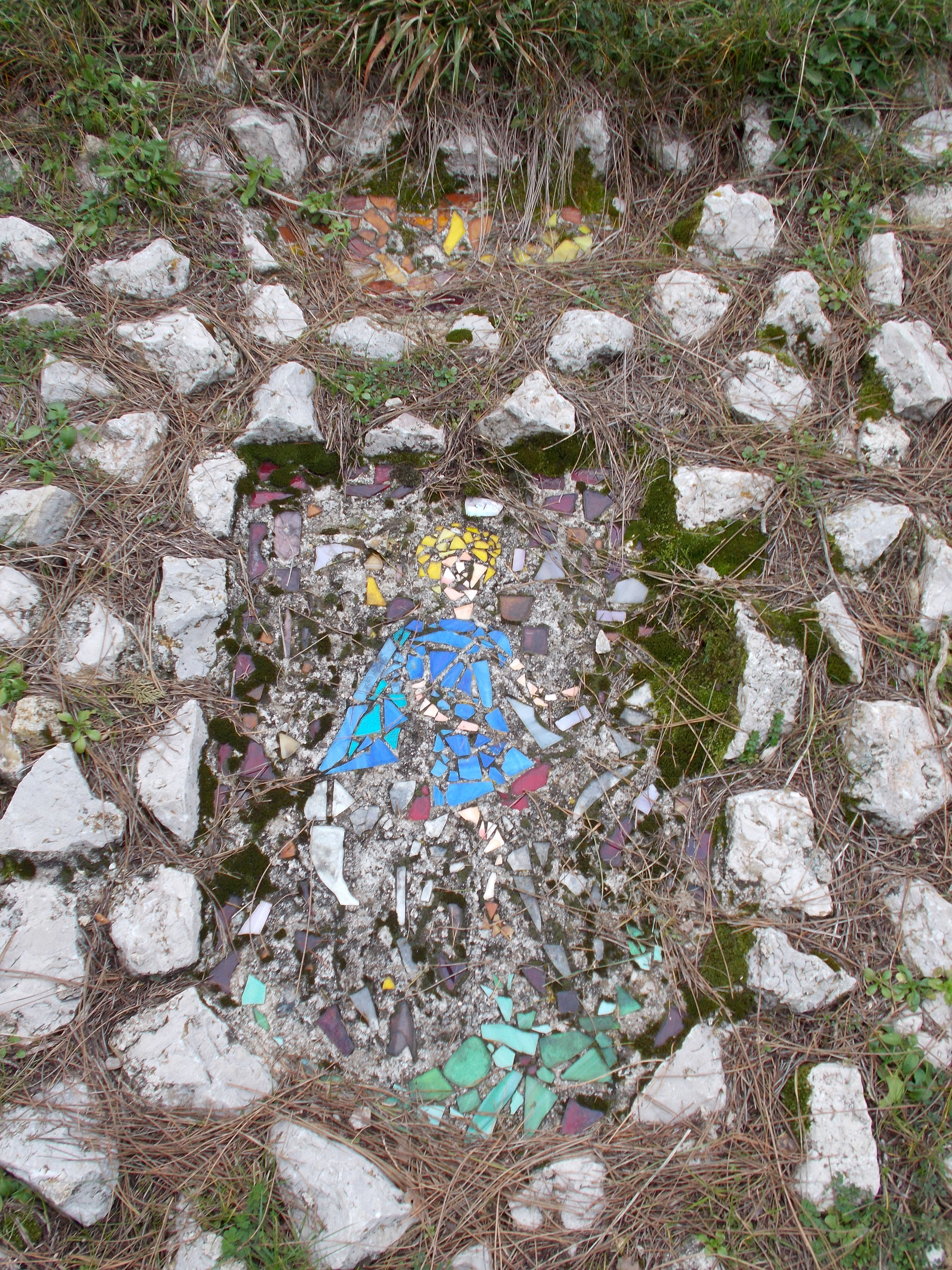
Mosaico Castello di San Giorgio Morgeto.

In Sicilia, si sarebbe stanziato nell'entroterra, allontanando i Sicani, fondando nel X secolo a.C. la città di Morgantina (Morganthion).
Queste informazioni sono state dedotte analizzando le fonti antiche, in particolare quanto riferito da Antioco di Siracusa:
(in Dionigi di Alicarnasso, 1,12)
Informazione ripresa poi da Dionigi di Alicarnasso:
Secondo Antioco di Siracusa, Morgete succedette ad Italo nel governo della Calabria (allora detta Italia) sino a quando essa fu invasa dai Bruzi, un popolo dalle ignote origini che si stabilì nella parte centro-settentrionale della regione ed elesse come capitale Cosenza.